# Giovanni Andrea Archetti
Giovanni Andrea Archetti (Bréscia, 11 de setembro de 1731 - Ascoli, 5 de novembro de 1805) foi um cardeal do século XVIII e XIX

## Nascimento
Nasceu em Bréscia em 11 de setembro de 1731. De uma família de abastados comerciantes, que, após adquirir a propriedade de Formigara no distrito de Cremona, perto de Pizzighettone, obteve em 1743 da imperatriz Maria Teresa da Áustria os títulos de marquês de Formigara e barões do Sacro Império Romano. Filho de Pietro Archetti e Paola Giroldi. Seu primeiro nome também está listado como Gianandrea; e apenas como Andrea.

## Educação
Estudou na Universidade La Sapienza, em Roma, onde obteve o doutorado in utroque iure , direito canônico e civil, em 16 de maio de 1754.

## Início da vida
Ingressou na prelatura romana como referendário dos Tribunais da Assinatura Apostólica de Justiça e da Graça, em 8 de janeiro de 1754. Vice-legado em Bolonha, de 2 de novembro de 1754 até agosto de 1758. Consultor da SC dos Ritos. Relator da Sagrada Consulta , 23 de novembro de 1759; ele chegou a Roma de Bolonha em 20 de novembro de 1760; mais tarde, ele se tornou seu pró-secretário. Consultor da SC dos Ritos. Protonotário apostólico de numeroparticiparium ; mais tarde, reitor de sua faculdade. Em 16 de agosto de 1773, promulgou o mandato de supressão da Companhia de Jesus no Colégio Jesuíta Germânico

## Sacerdócio
Ordenado em 10 de setembro de 1775.

## Episcopado
Eleito arcebispo titular da Calcedônia em 11 de setembro de 1775. Consagrada em 17 de setembro de 1775, igreja de S. Marco, Roma, pelo cardeal Carlo Rezzonico, auxiliado por Orazio Mattei, arcebispo titular de Colosso, e por Giuseppe Maria Contesini, arcebispo titular de Atena. Núncio na Polônia, em 18 de setembro de 1775. Assistente do Trono Pontifício, em 22 de setembro de 1775. Chegou à Polônia em meados de abril de 1776; em 29 de abril, ele apresentou suas credenciais ao rei em Varsóvia; a Primeira Partição da Polônia em 1772 havia provocado uma situação difícil para a Igreja. As novas fronteiras muitas vezes dividem as dioceses, criando dificuldades disciplinares e apostólicas. O núncio também teve que conduzir negociações delicadas com o governo da Prússia e especialmente com o da Rússia, sob cujo governo passaram os católicos uniatas na Ucrânia e na Lituânia, considerados pelos ortodoxos como renegados, perseguidos e forçados à apostasia. O Núncio Archetti também precisava obter a publicação do breve apostólico de dissolução da Companhia de Jesus na Prússia e na Rússia, onde os jesuítas, contando com o apoio da soberana, a imperatriz Catarina II, pelos serviços prestados como professores, foram autorizados a continuar suas atividades, tendo inclusive eleito seu superior geral. Depois de muita negociação, Núncio Archetti alcançou seu objetivo na Prússia em 1780. A imperatriz não permitiu a supressão da Sociedade e os colocou sob a proteção de Stanislaus Siestrzeńcewicz-Buhusz, a quem ela queria que se tornasse o líder dos católicos de seus estados, nomeando ele arcebispo de Mohilev, ver erguido por ela em 1782. Em novembro daquele ano, a questão jesuíta ainda estava em aberto; enquanto isso, o núncio recebeu da imperatriz o pedido do pálio para o arcebispo de Mohilev e a consagração do monsenhor Ivan Benisławski como bispo. O papa enviou Núncio Archetti em missão extraordinária perante a imperatriz Catarina II em abril de 1783; ele deixou Varsóvia no dia 14 de junho seguinte e chegou a São Petersburgo no dia 4 de julho, sendo recebido com grandes honras; em 18 de outubro de 1783, o núncio consagrou a primeira igreja católica naquela cidade. Em 18 de janeiro de 1784, o arcebispo Siestrzeńcewicz recebeu o pálio do núncio; e monsenhor Benisławski foi consagrado bispo titular de Gadara e coadjutor com direito de sucessão de Mohilev em 6 de fevereiro. Núncio Archetti retomou as negociações sobre os jesuítas, mas não conseguiu obter nenhum resultado por causa das táticas dilatórias do arcebispo e da imperatriz. Ele reconheceu, em nome do papa, o título imperial dos monarcas russos e concluiu outros acordos relevantes. O núncio ganhou o favor do monarca, que pediu para ele a promoção ao cardinalato. Em maio chegou a notícia de sua promoção e ele foi chamado de volta a Roma. Núncio Archetti deixou São Petersburgo em 13 de junho de 1784.

## Cardinalado
Criado cardeal sacerdote no consistório de 20 de setembro de 1784; o papa enviou-lhe o barrete vermelho com um breve apostólico datado de 20 de setembro de 1784; O rei Stanisław Poniatowski da Polônia impôs a ele o barrete vermelho no dia 24 de outubro seguinte, em Grodno. Depois de deixar a Polônia no final de novembro de 1784, ele voltou para a Itália via Dresden, Praga e Viena. Em 25 de janeiro de 1785, ele parou em Brescia, sua cidade natal, onde foi recebido com grande solenidade; em 2 de abril sua família foi agregada à nobreza de Bréscia, segundo a vontade do novo cardeal, conforme havia comunicado em carta, da Polônia, por ocasião de sua promoção à sagrada púrpura. Chegou a Roma em 7 de junho de 1785 e recebeu o gorro vermelho em 23 de junho de 1785, na capela Sistina; e o título de S. Eusébio, 27 de junho de 1785. Atribuído à SS. CC. da Propaganda Fide,Consulta . Protetor da igreja de' Bergamaschi. Nomeado legado apostólico em Bolonha, 5 de julho de 1785; chegou à cidade no dia 17 de setembro seguinte; permaneceu no cargo até 3 de setembro de 1795. Transferido para a sé de Ascoli Piceno, com título pessoal de arcebispo, em 1º de junho de 1795; ele chegou à diocese no início de outubro. A entrada dos franceses em Bolonha em 1795 pôs fim à longa luta entre o Senado e o governo papal. De 1797 a 1799, teve como vigário geral da diocese monsenhor Francesco Saverio Castiglioni, futuro Papa Pio VIII. Em 18 de março de 1798, o comandante francês de Macerata enviou o cardeal Archetti a Roma, de onde foi transferido em 22 de março, junto com outros cardeais, para o convento dominicano de Civitavecchia; permaneceu preso por pouco tempo, mas não pôde retornar à diocese; ele foi para Gaeta; e depois, para Nápoles, a qual reino pertencia uma parte de sua diocese. Participou noconclave de 1799-1800 , celebrado em Veneza, que elegeu o Papa Pio VII. Acompanhou o novo papa de Veneza, onde ocorrera o conclave, a Roma. Optou pela ordem dos cardeais bispos e pela sede suburbicária de Sabina, mantendo a administração da diocese de Ascoli Piceno, ad Sedis Apostolica beneplacitum, 2 de abril de 1800. Retornou a Ascoli Piceno. Em junho de 1805, ele viajou para Brescia, para resolver alguns assuntos domésticos; e estava lá quando foi nomeado pelo imperador Napoleão Bonaparte, com quem se encontrou em Brescia, para o bispado da cidade, que estava vago por causa da morte do bispo Giovanni Nani em 23 de outubro de 1804; mas o cardeal não aceitou a nomeação. Ele deixou Brescia em 20 de setembro de 1805 e chegou a Ascoli em 30 do mesmo mês; pouco depois, ele adoeceu e morreu.

## Morte
Morreu em Ascoli em 5 de novembro de 1805. Exposto e enterrado na catedral de Ascoli.